# TBSテレビ系列土曜夜7時枠のアニメ
TBSテレビ系列土曜夜7時枠のアニメは、かつてTBS系列の土曜19:00 - 19:30（JST）に放送されたテレビアニメの作品一覧である。
なおこの時間帯で放送されたドラマに関しては、

## 歴史
- 初の作品は、石ノ森章太郎（当時：石森）原作・東映動画（現：東映アニメーション）制作の劇場アニメ『空飛ぶゆうれい船』と『海底3万マイル』をそれぞれ2分割して放送したつなぎ番組『秋のまんが祭り』。それが終了すると、同じ石森原作：東映動画作品のTVシリーズ『原始少年リュウ』を開始するが、半年で終了、現在この枠では唯一のTBS制作のTVシリーズアニメとなった。
- その後は当時ネットしていた朝日放送制作の日曜18時30分枠から移り、同枠で1972年3月26日まで放送した『ふしぎなメルモ』の原作者である手塚治虫原作の『海のトリトン』を放送するも、半年終了、だがその後の吉沢やすみ原作『ど根性ガエル』は徐々に人気が上がり、2年間放送した。そして次番組の園山俊二原作『はじめ人間ギャートルズ』も人気番組となるが、1975年4月の腸捻転解消のために、半年でNET（現：テレビ朝日）の土曜19:00に移動した。
- 腸捻転解消後は毎日放送に制作が代わり、NETの土曜19:30から移動した特撮番組『昭和仮面ライダーシリーズ（第1期）』の新作にして最終作『仮面ライダーストロンガー』を放送してアニメは中断。そして終了後の1976年1月3日より、かつて毎日放送がNET系列時代につなぎとして放送した『まんが日本昔ばなし』をリバイバル、大ヒットとなる。
- だが1990年代に入ると、『まんが日本昔ばなし』の人気は低下、そしてついに1994年3月26日の放送をもってローカル枠へ降格、ここにTBSの19時枠のアニメはすべてなくなった。その後2003年4月には火曜18:55枠で『探偵学園Q』を放送するも半年で土曜17:30へ移動、2年後の2005年10月には『まんが日本昔ばなし』が3回目の登場（水曜18:55枠）をするも1年で終了し、三度TBSの19時枠にアニメが存在しなくなった。

## 作品リスト
| タイトル                                           | タイトル                     | 放映期間                       | 話数 | 製作会社                        | 原作       | 声の出演                                                   | 備考        |
| -------------------------------------------------- | ---------------------------- | ------------------------------ | ---- | ------------------------------- | ---------- | ---------------------------------------------------------- | ----------- |
| 秋のまんが祭り                                     | 空飛ぶゆうれい船             | 1971年10月2日 - 10月9日        | 2    | 東映動画                        | 石森章太郎 | 野沢雅子、田中明夫、里見京子、岡田由紀子、納谷悟朗         | [ 1 ] [ 2 ] |
| 秋のまんが祭り                                     | 海底3万マイル                | 1971年10月16日 - 10月23日      | 2    | 東映動画                        | 石森章太郎 | 野沢雅子、小鳩くるみ、海野かつを、人見明、納谷悟朗         | [ 1 ]       |
| 原始少年リュウ                                     | 原始少年リュウ               | 1971年10月30日 - 1972年3月25日 | 22   | 東映動画                        | 石森章太郎 | 井上真樹夫、平井道子、丸山裕子、村越伊知郎、納谷悟朗       | [ 3 ]       |
| 海のトリトン                                       | 海のトリトン                 | 1972年4月1日 - 9月30日         | 27   | アニメーション・スタッフルーム  | 手塚治虫   | 塩屋翼、広川あけみ、北浜晴子、大竹宏、北川国彦             | [ 4 ]       |
| ど根性ガエル （アニメ版）                          | ど根性ガエル （アニメ版）    | 1972年10月7日 - 1974年9月28日  | 103  | 東京ムービー                    | 吉沢やすみ | 野沢雅子、千々松幸子、高橋和枝、栗葉子、立壁和也、原田一夫 |             |
| はじめ人間ギャートルズ                             | はじめ人間ギャートルズ       | 1974年10月5日 - 1975年3月29日  | 26   | 東京ムービー                    | 園山俊二   | 丸山裕子、肝付兼太、花形恵子、立壁和也、吉田理保子         | [ 5 ]       |
| （アニメ中断。『仮面ライダーストロンガー』を放送） |                              |                                |      |                                 |            |                                                            |             |
| まんが日本昔ばなし （第2期）                       | まんが日本昔ばなし （第2期） | 1976年1月3日 - 1994年3月26日   | 915  | 愛企画センター グループ・タック |            | 市原悦子、常田富士男                                       | [ 6 ]       |

## 参考資料
キー局番組変遷編成表